# Stephen Tennant
Stephen James Napier Tennant (21 de abril de 1906 – 28 de febrero de 1987) fue un socialite y aristócrata británico conocido por su estilo de vida «decadente». Su hermano, Edward, fue abatido en combate durante la Primera Guerra Mundial. Tennant, abiertamente homosexual, estuvo en pareja con el también veterano de la Primera Guerra Mundial, poeta y escritor Siegfried Sassoon.

## Biografía
Nacido en una familia aristocrática, era pariente distante de Lord Alfred Douglas (1870–1945), quien fuera pareja del escritor Oscar Wilde. Su hermano Edward, murió a los 19 años de edad, durante la Primera Guerra Mundial y su otro hermano fundó un club de jóvenes socialites y aristócratas en Soho, Londres. Murió en 1987, sobreviviendo a la mayoría de los Bright Young People (jóvenes aristócratas que se hicieron mayores durante el transcurso de la Primera Guerra Mundial y comienzos de la década de 1920).

### Estatus social
Tennant era conocido entre los más brillantes aristócratas jóvenes de la década de 1910 y década de 1920 y era amigo de varios de ellos –Rex Whistler, Cecil Beaton, los hermanos Sitwells, Lady Diana Cooper y la Familia Mitford–.También es considerado el inspirador de Nancy Mitford para su novela Love in a Cold Climate así como otra inspiración para Evelyn Waugh en sus escritos de Retorno a Brideshead.

## Lectura externa
- Stephen Tennant, el «joven brillante».que se fabricó un mundo de fantasía en su mansión — Revista Vanity Fair en español

- Datos: Q7610665